# Yautepec de Zaragoza
Yautepec de Zaragoza è una città messicana, situata nella regione di Morelos.